# National League 2019-2020 (hockey su ghiaccio)
La Stagione 2019-2020 è stata la 78ª edizione di National League del campionato svizzero di hockey su ghiaccio.

## Formula
Le 12 squadre hanno giocato 2 doppi turni di 22 partite. Inoltre c'è stato turno supplementare di sei partire che si è disputato contro altre 3 squadre scelte in base alla posizione geografica. Con questa formula ogni squadra ha disputato 50 partite di stagione regolare.
Alla fine della stagione regolare le prime otto classificate si sarebbero dovute scontrare nei Playoff, i quali prevedevano quarti di finale, semifinali e finale. Le ultime quattro invece si sarebbero dovute scontare nei Playout. A causa della pandemia di COVID-19 tutta la post-season è stata annullata, non è stato assegnato il titolo di campione svizzero e non vi è stata nessuna retrocessione
Le prime cinque classificate della Regular Season si sono qualificate per la Champions Hockey League 2020-2021.

### Orari di gioco
Per la stagione 2019-2020, la National League ha disputato le partite nei seguenti orari:
- lunedì-sabato: inizio 19:45
- domenica: inizio 15:45

## Partecipanti
| Squadra                | Città           | Pista                         | Capienza | Media spettatori |
| ---------------------- | --------------- | ----------------------------- | -------- | ---------------- |
| Ambrì-Piotta           | Ambrì           | Valascia                      | 6 500    | 4 996            |
| Berna                  | Berna           | PostFinance Arena             | 17 031   | 15 588           |
| Bienne                 | Bienne          | Tissot Arena                  | 6 521    | 5 696            |
| Davos                  | Davos           | Vaillant Arena                | 6 800    | 4 444            |
| Friburgo-Gottéron      | Friborgo        | BCF Arena                     | 6 500    | 5 935            |
| Ginevra-Servette       | Ginevra         | Les Vernets                   | 7 135    | 5 801            |
| Losanna                | Losanna         | Vaudoise Aréna                | 9 600    | 8 206            |
| Langnau Tigers         | Langnau         | Ilfishalle                    | 6 000    | 5 549            |
| Lugano                 | Lugano          | Cornèr Arena                  | 7 200    | 5 679            |
| Rapperswil-Jona Lakers | Rapperswil-Jona | St. Galler Kantonalbank Arena | 6 100    | 4 050            |
| Zugo                   | Zugo            | Bossard Arena                 | 7 200    | 6 574            |
| ZSC Lions              | Zurigo          | Hallenstadion                 | 11 200   | 8 975            |

## Regular Season

### Classifica
| Pos | Squadra                | G  | V  | VS | PS | P  | GF  | GF  | DR  | Punti |
| --- | ---------------------- | -- | -- | -- | -- | -- | --- | --- | --- | ----- |
| 1   | ZSC Lions              | 50 | 23 | 8  | 6  | 13 | 166 | 124 | +42 | 91    |
| 2   | Zugo                   | 50 | 23 | 7  | 7  | 13 | 147 | 124 | +23 | 90    |
| 3   | Davos                  | 50 | 22 | 9  | 5  | 14 | 159 | 142 | +17 | 89    |
| 4   | Ginevra-Servette       | 50 | 24 | 6  | 5  | 15 | 140 | 116 | +24 | 89    |
| 5   | Bienne                 | 50 | 19 | 6  | 9  | 16 | 151 | 144 | +7  | 78    |
| 6   | Losanna                | 50 | 20 | 4  | 7  | 19 | 136 | 131 | +5  | 75    |
| 7   | Friburgo-Gottéron      | 50 | 17 | 10 | 2  | 21 | 122 | 136 | -14 | 73    |
| 8   | Lugano                 | 50 | 19 | 4  | 4  | 23 | 125 | 139 | -14 | 69    |
| 9   | Berna                  | 50 | 15 | 7  | 9  | 19 | 131 | 142 | -11 | 68    |
| 10  | Ambrì-Piotta           | 50 | 15 | 5  | 8  | 22 | 120 | 136 | -16 | 63    |
| 11  | Langnau Tigers         | 50 | 15 | 4  | 10 | 21 | 117 | 148 | -31 | 63    |
| 12  | Rapperswil-Jona Lakers | 50 | 11 | 7  | 5  | 27 | 129 | 161 | -32 | 52    |

### Statistiche
| Pos | Nome            | Squadra                | G  | A  | Pt |
| --- | --------------- | ---------------------- | -- | -- | -- |
| 1.  | Pius Suter      | ZSC Lions              | 30 | 23 | 53 |
| 2.  | Mark Arcobello  | Berna                  | 15 | 33 | 48 |
| 3.  | Garrett Roe     | ZSC Lions              | 13 | 35 | 48 |
| 4.  | Gregory Hofmann | Zugo                   | 24 | 23 | 47 |
| 5.  | Toni Rajala     | Bienne                 | 23 | 23 | 46 |
| 6.  | Jan Kovář       | Zugo                   | 14 | 31 | 45 |
| 7.  | Kevin Clark     | Rapperswil-Jona Lakers | 23 | 21 | 44 |
| 8.  | Daniel Winnik   | Ginevra-Servette       | 22 | 22 | 44 |
| 9.  | Matt D'Agostini | Ambrì-Piotta           | 20 | 22 | 42 |
| 10. | Harri Pesonen   | Langnau Tigers         | 18 | 24 | 42 |

LEGENDA:

G= Goal, A= Assist, Pt=Punti

## Post-Season
I Playoff, i Playout e lo spareggio NL/SL non hanno avuto luogo a causa della situazione particolare in Svizzera legata al Coronavirus. I club di comune accordo hanno rinunciato al prosieguo del campionato.